# Aeroportul Regional Cheyenne
Aeroportul Regional Cheyenne (IATA: CYS, ICAO: KCYS, FAA LID: CYS) este un aeroport din Wyoming, Statele Unite ale Americii ce deservește zona Cheyenne. Aeroportul a fost tranzitat în 2019 de 33.392 de pasageri. A fost numit după zona deservită.
Situat la o altitudine de 1.878 m, aeroportul dispune de 2 piste.

## Infrastructură

### Piste
Aeroportul dispune de 2 piste. Pista 09/27 are suprafața de beton și dimensiunile 9.270 picioare × 150 picioare. Pista 13/31 are suprafața de asfalt și dimensiunile 6.690 picioare × 150 picioare. 